# NGC 2581
NGC 2581 је спирална галаксија у сазвежђу Рак која се налази на NGC листи објеката дубоког неба.
Деклинација објекта је + 18° 35' 49" а ректасцензија 8h 24m 30,9s. Привидна величина (магнитуда) објекта NGC 2581 износи 13,5 а фотографска магнитуда 14,3. NGC 2581 је још познат и под ознакама UGC 4388, MCG 3-22-10, CGCG 89-19, IRAS 08216+1845, PGC 23599.